# جانکبر
جانکبر، روستایی است از توابع بخش کوچصفهان شهرستان رشت در استان گیلان ایران.  

## جمعیت
این روستا در دهستان کنارسر قرار دارد و براساس سرشماری مرکز آمار ایران در سال ۱۳۸۵، جمعیت آن ۲۶۸ نفر (۷۴خانوار) بوده‌است.